# 수리남 (네덜란드 왕국)
수리남(네덜란드어: Suriname)은 1954년부터 1975년까지 현재의 수리남에 존재했던 네덜란드 왕국의 구성국이다.
1954년 네덜란드는 수리남의 외교, 국방을 장악한 상태에서 네덜란드령 기아나를 네덜란드 왕국 헌장에 따른 네덜란드 왕국의 구성국인 수리남으로 승격시켰다. 1975년 11월 25일을 기해 수리남은 독립 국가가 되었다.

## 같이 보기
- 네덜란드 서인도 회사
- 네덜란드령 기아나